# JSON-LD
JSON-LD («JavaScript Object Notation for Linked Data» — объектная нотация JavaScript для связанных данных) — один из методов передачи связанных данных с использованием текстового формата JSON. Формат имеет целью упростить усилия разработчиков по преобразованию существующих JSON-данных в JSON-LD. JSON-LD является рекомендацией W3C и разрабатывался Linking Data Community Group, а затем — RDF Working Group.
JSON-LD использует понятие контекста (context) для поддержки модели данных RDF. Контекст связывает свойства объектов в JSON-документе с элементами онтологии. Для установления соответствия между синтаксисом JSON-LD и RDF значения JSON-LD должны быть преобразованы к определённому типу или помечены маркером языка. Контекст может находиться непосредственно в JSON-LD-документе или располагаться по указанному для контекста URL. Например, для обычных JSON-документов контекст может быть указан в заголовке Link протокола HTTP.

## Пример
Следующий пример описывает человека (Person) в терминах онтологии из словаря FOAF.
```
{

  
"@context"
:
 
{

    
"name"
:
 
"http://xmlns.com/foaf/0.1/name"
,

    
"homepage"
:
 
{

      
"@id"
:
 
"http://xmlns.com/foaf/0.1/workplaceHomepage"
,

      
"@type"
:
 
"@id"

    
},

    
"Person"
:
 
"http://xmlns.com/foaf/0.1/Person"

  
},

  
"@id"
:
 
"http://me.markus-lanthaler.com"
,

  
"@type"
:
 
"Person"
,

  
"name"
:
 
"Markus Lanthaler"
,

  
"homepage"
:
 
"http://www.tugraz.at/"

}

```

Сначала JSON-свойства name и homepage, а также тип объекта Person связываются с терминами словаря FOAF, затем значению свойства homepage назначается тип @id: это означает, что значение свойства @id (в данном примере «http://xmlns.com/foaf/0.1/workplaceHomepage») служит для поля homepage уникальным идентификатором (IRI) и определяет контекст, в котором следует обрабатывать данные поля homepage. Это позволяет однозначно описать в JSON-документе объект Person, основываясь на модели RDF, определив все поля в объекте при помощи IRI. Использование работающих (resolvable) ссылок на типы данных в формате IRI позволяет встраивать такие объекты в другие RDF-документы, которые содержат больше информации, а также даёт возможность клиентам получить новые данные, просто пройдя по таким ссылкам. Этот принцип также известен как Follow Your Nose (в буквальном переводе — «следуй за своим носом»).
Поскольку все данные имеют семантические аннотации, RDF-парсер сможет определить, что этот документ содержит информацию о человеке (по свойству «@type» содержащему значение «Person»). Помимо этого RDF-парсер понимает словарь FOAF и по этому словарю сможет определить, какое свойство JSON-объекта содержит имя человека (name) а в каком хранится адрес его домашней страницы (homepage).
Для сравнения, эта же информация в формате RDF/N3 будет выглядеть следующим образом:
```
@prefix foaf: <
http://xmlns.com/foaf/0.1/
> .
@prefix rdf: <
http://www.w3.org/1999/02/22-rdf-syntax-ns#
> .
@prefix rdfs: <
http://www.w3.org/2000/01/rdf-schema#
> .
@prefix xml: <
http://www.w3.org/XML/1998/namespace
> .
@prefix xsd: <
http://www.w3.org/2001/XMLSchema#
> .
<
http://me.markus-lanthaler.com/
> a foaf:Person ;
    foaf:name "Markus Lanthaler" ;
    foaf:workplaceHomepage <
http://www.tugraz.at/
> .
```

В примере выше в контексте можно отдельно описать префикс foaf. В этом случае описание свойств можно укоротить:
```
{

  
"@context"
:
 
{

    
"foaf"
:
 
"http://xmlns.com/foaf/0.1/"
,

    
"name"
:
 
"foaf:name"
,

    
"homepage"
:
 
{

      
"@id"
:
 
"foaf:workplaceHomepage"
,

      
"@type"
:
 
"@id"

    
},

    
...

  
}

}

```

Наиболее часто используемый словарь можно сделать словарём по умолчанию (ключевое слово @vocab). В этом случае имена без префиксов пространства имён будут трактоваться как принадлежащие этому словарю:
```
{

  
"@context"
:
 
{

    
"@vocab"
:
 
"http://xmlns.com/foaf/0.1/"

  
},

  
...

}

```

Разумеется, приведённые различия являются чисто синтаксическими, не влияющими на представляемый документом RDF-граф (состоит из трёх триплетов, см. ниже) и, следовательно, семантику документа.
```
 <
http://me.markus-lanthaler.com/
> <
http://www.w3.org/1999/02/22-rdf-syntax-ns#type
> <
http://xmlns.com/foaf/0.1/Person
> .
 <
http://me.markus-lanthaler.com/
> <
http://xmlns.com/foaf/0.1/workplaceHomepage
> <
http://www.tugraz.at/
> .
 <
http://me.markus-lanthaler.com/
> <
http://xmlns.com/foaf/0.1/name
> "Markus Lanthaler" .
```